# Mariana Dražić
Mariana Dražić (* 8. Januar 1995) ist eine kroatische Tennisspielerin. Sie ist die Tochter des früheren kroatischen Fußballspielers Darko Dražić.

## Karriere
Dražić begann mit acht Jahren mit dem Tennisspielen und bevorzugt Teppich als Belag. Sie spielt vor allem auf der ITF Women’s World Tennis Tour, wo sie bislang 19 Turniere im Doppel gewinnen konnte.
In der deutschen 2. Tennis-Bundesliga spielte sie 2017 für den TC Blau-Weiß Vaihingen-Rohr.

## Turniersiege

### Doppel
| Nr. | Datum              | Turnier                  | Kategorie   | Belag     | Partnerin             | Finalgegnerinnen                          | Ergebnis          |
| --- | ------------------ | ------------------------ | ----------- | --------- | --------------------- | ----------------------------------------- | ----------------- |
| 1.  | 26. September 2015 | Bol                      | ITF $10.000 | Sand      | Lina Gjorcheska       | Julia Wachaczyk Mandy Wagemaker           | 7:65, 6:3         |
| 2.  | 1. Oktober 2016    | Melilla                  | ITF $10.000 | Sand      | Panna Udvardy         | Marianna Natali Lisa Ponomar              | 6:1, 2:0 Aufgabe  |
| 3.  | 15. Oktober 2016   | Bol                      | ITF $10.000 | Sand      | Rebeka Stolmár        | Lea Bošković Malene Helgo                 | 7:65, 7:65        |
| 4.  | 23. September 2017 | Shymkent                 | ITF $25.000 | Hartplatz | Xenija Palkina        | Dariya Detkovskaya Zhibek Kulambayeva     | 7:5, 3:6, [10:8]  |
| 5.  | 30. September 2017 | Shymkent                 | ITF $25.000 | Hartplatz | Xenija Palkina        | Dariya Detkovskaya Zhibek Kulambayeva     | 7:5, 6:2          |
| 6.  | 11. November 2017  | Beni Mellal              | ITF $15.000 | Sand      | Oana Georgeta Simion  | Federica Arcidiacono Olga Parres Azcoitia | 6:4, 6:2          |
| 7.  | 23. Juni 2018      | Sassuolo                 | ITF $15.000 | Sand      | Maria Masini          | Mihaela Đaković Beatrice Torelli          | 6:4, 6:2          |
| 8.  | 9. Februar 2019    | Scharm asch-Schaich      | ITF W15     | Hartplatz | Malene Helgø          | Merel Hoedt Noa Liauw a Fong              | 6:1, 6:4          |
| 9.  | 2. März 2019       | Scharm asch-Schaich      | ITF W15     | Hartplatz | Linnéa Malmqvist      | Uljana Aisatulina Alina Silitsch          | 7:5, 6:3          |
| 10. | 31. August 2019    | Vrnjačka Banja           | ITF W15     | Sand      | Justina Mikulskytė    | Kristýna Hrabalová Laura Svatíková        | 6:2, 7:65         |
| 11. | 19. Oktober 2019   | Antalya                  | ITF W10     | Hartplatz | Lina Gjorcheska       | Eva Vedder Stéphanie Visscher             | 7:5, 4:6, [10:7]  |
| 12. | 14. Dezember 2019  | Monastir                 | ITF W15     | Hartplatz | Malene Helgø          | Yvonne Cavalle-Reimers Bojana Marinković  | 7:64, 6:1         |
| 13. | 27. Februar 2021   | Antalya                  | ITF W15     | Sand      | Oana Georgeta Simion  | Jéssica Bouzas Maneiro Lexie Stevens      | 4:6, 6:3, [12:10] |
| 14. | 27. Juni 2021      | Monastir                 | ITF W15     | Sand      | Sabina Sharipova      | Saki Imamura Shin Ji-ho                   | 6:71, 6:4, [10:0] |
| 15. | 12. Februar 2022   | Antalya                  | ITF W15     | Sand      | Katharina Hobgarski   | Angelica Moratelli Amarissa Tóth          | 7:5, 6:4          |
| 16. | 10. Dezember 2022  | Antalya                  | ITF W15     | Sand      | Amarissa Tóth         | Eleni Christofi Anna Ureke                | 1:6, 7:5, [10:4]  |
| 17. | 15. April 2023     | Santa Margherita di Pula | ITF W25     | Sand      | Anastassija Gassanowa | Schibek Qulambajewa Sapfo Sakellaridi     | 7:5, 6:4          |
| 18. | 29. Juni 2024      | Périgueux                | ITF W35     | Sand      | Alewtina Ibragimowa   | Émeline Dartron Jenny Lim                 | 7:5, 2:6, [10:5]  |
| 19. | 5. Juli 2024       | Montpellier              | ITF W75     | Sand      | Iryna Schymanowitsch  | Jelena Pridankina Jekaterina Jaschina     | 1:6, 6:4, [10:8]  |